# David Brown Limited
Pour les articles homonymes, voir David Brown.

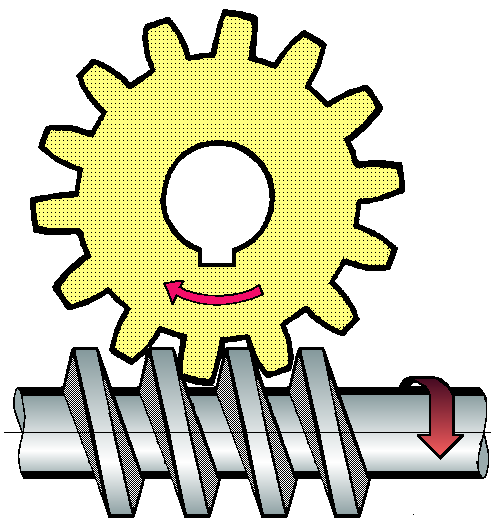
Roue et vis sans fin

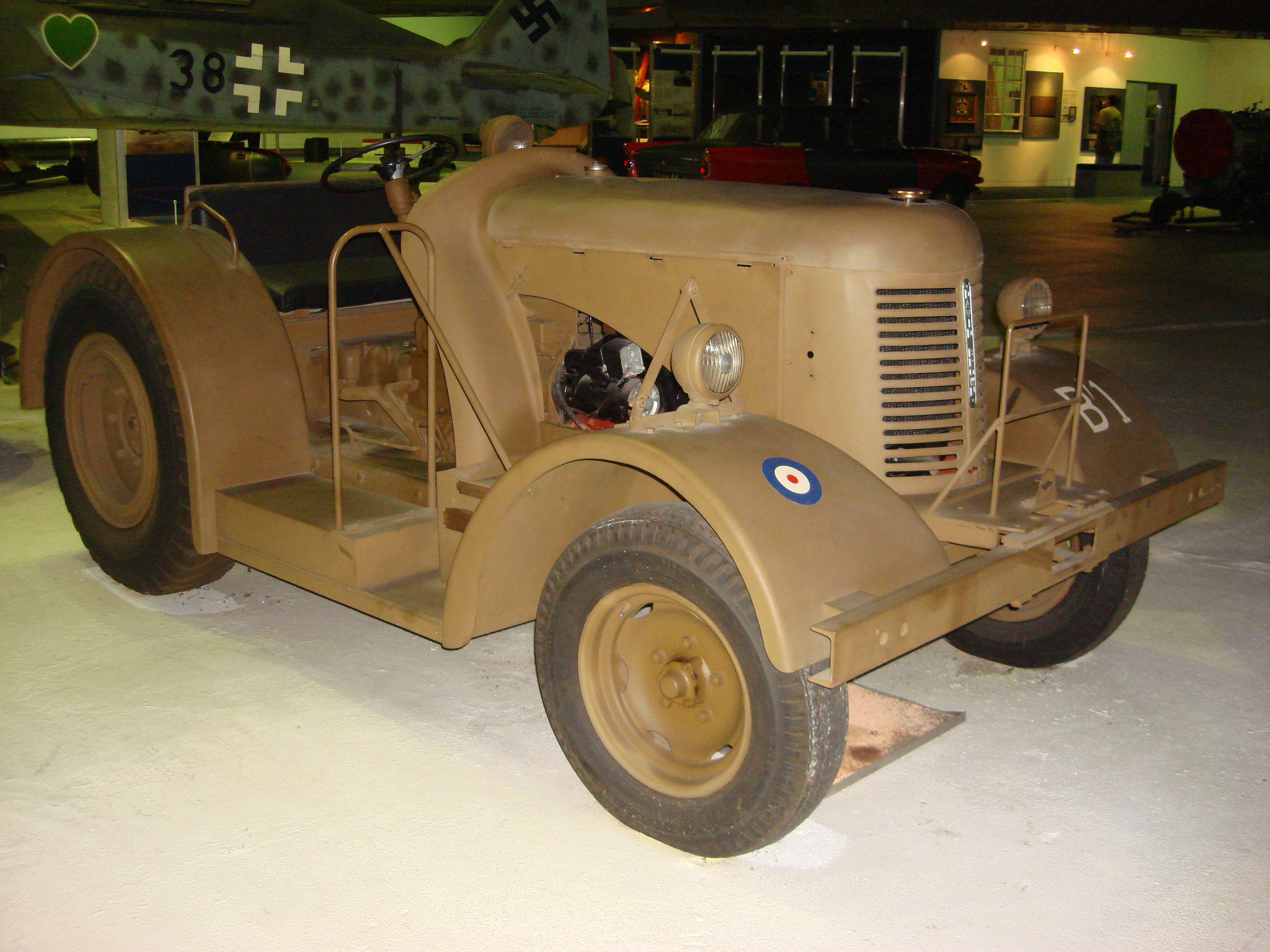
Le tracteur
utilisé par la Royal Air Force

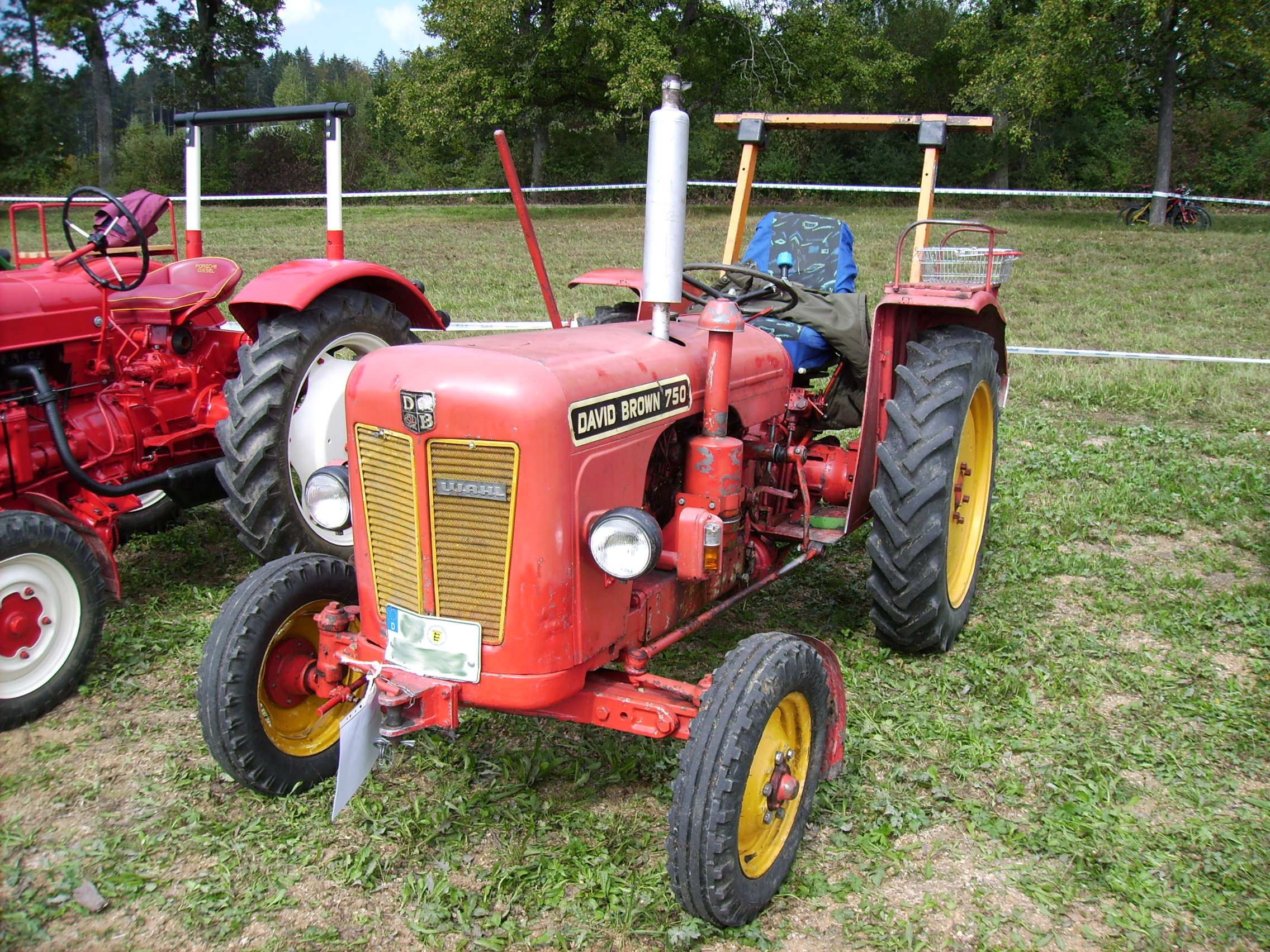
David Brown 750

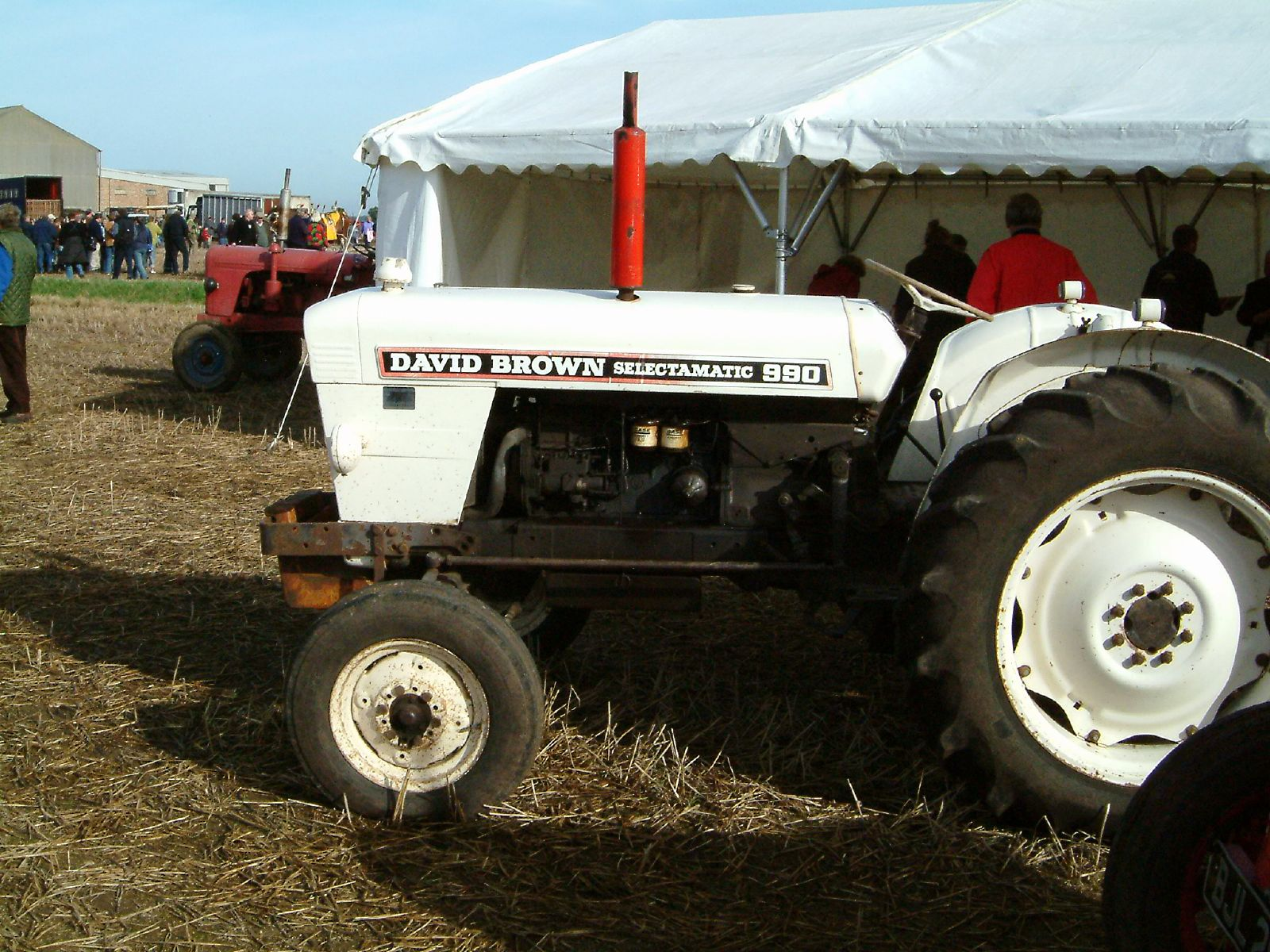
David Brown 990

David Brown Engineering Limited est une entreprise de fabrication mécanique britannique fondée en 1860 par David Brown mais développée par son petit-fils Sir David Brown.

## Histoire

### Les débuts
En 1860, l'entreprise fabrique des engrenages en bois pour les métiers à tisser de l'industrie textile et devient une des plus grandes entreprises mondiales du secteur. À la mort de David Brown en 1903, ses fils Percy et Frank reprennent l'entreprise et commence le développement des organes de transmission complets (engrenage, arbres et roulements). Puis à la fin de la Première Guerre mondiale, ils ont fabriqué des unités de propulsion pour les navires de guerre et des mécanismes d'armement. Dans les années 1920, l'entreprise est le plus grand fabricant mondial de vis sans fin.
David Brown devient directeur général en 1931 à la mort de son oncle Percy alors que son père Frank devient président.

### Fabrication de tracteurs
Le premier projet de tracteur est mené en 1936 en collaboration avec Harry Ferguson et la création de la marque Ferguson-Brown. La production n'ira pas au-delà de 1940 car Harry Ferguson préfère se rapprocher d'Henry Ford pour travailler sur la gamme de tracteurs Fordson et créer les tracteurs Ford série N.
Toutefois, David Brown avait commencé à développer son propre modèle qu'il lance en 1939 : le VAK1. Durant la Seconde Guerre mondiale, la production est orientée vers des tracteurs utilisés pour déplacer les avions de la Royal Air Force. La fin de la guerre marque ensuite un fort développement de l'entreprise lié à la mécanisation de l'agriculture.

### Industrie automobile
En 1947, David Brown rachète Aston Martin puis Lagonda qu'il associe et développe. Il donne ses propres initiales DB aux voitures construites par Aston Martin et permet à la marque d'obtenir ses premières victoires sportives : 24 Heures de Spa en 1948, 1 000 kilomètres du Nürburgring en 1957, 1958 et 1959, 24 Heures du Mans en 1959... Ces victoires sont obtenues sous la direction de John Wyer avec les pilotes Carroll Shelby, Roy Salvadori, Stirling Moss...
Les deux marques sont vendues en 1972.

## Restructuration
C'est aussi en 1972 que l'activité opérationnelle est vendue à Tenneco Inc. propriétaire de J.I. Case puis c'est en 1998 que David Brown est acquis en totalité par Textron qui rebaptise l'entreprise David Brown Automotive. En 2008, Textron annonce la vente des activités à Clyde Blowers Capital (en).